# Telciu (gmina)
Telciu – gmina w Rumunii, w okręgu Bistrița-Năsăud. Obejmuje miejscowości Bichigiu, Fiad, Telcișor i Telciu. W 2011 roku liczyła 5798 mieszkańców.